# آرامگاه سعیدی بیلند
مقبره سعیدی بیلند مربوط به اواخر دوره قاجار است و در شهرستان گناباد، بخش مرکزی، روستای بیلند واقع شده و این اثر در تاریخ ۱۹ مرداد ۱۳۸۴ با شمارهٔ ثبت ۱۲۹۰۷ به‌عنوان یکی از آثار ملی ایران به ثبت رسیده است.